# Persone di cognome Szabó
| Questa pagina contiene informazioni ricavate automaticamente dalle voci biografiche con l'ausilio del template Bio e di un bot. L'aggiornamento è periodico e automatico e ricostruisce completamente la pagina. Se manca una persona in questa lista, sei pregato di non aggiungerla, ma accertati piuttosto che la sua voce biografica contenga il template Bio e che i dati anagrafici siano correttamente compilati. Se il template Bio manca, inseriscilo tu stesso o, in alternativa, metti l'avviso {{tmp\|Bio}} che ne segnala la mancanza. Se i dati riportati sono sbagliati, correggi direttamente la voce biografica; le modifiche saranno visibili in questa lista entro pochi giorni. Per chiarimenti vedi il progetto biografie. La lista contiene solo le 46 persone che sono citate nell'enciclopedia e per le quali è stato implementato correttamente il template Bio. Pagina aggiornata al 22 ott 2022. |

Questa è una lista di persone presenti nell'enciclopedia che hanno il cognome Szabó, suddivise per attività principale.

## Allenatori di calcio(2)
- József Szabó, allenatore di calcio e ex calciatore sovietico (Ungvár, n.1940)
- József Szabó, allenatore di calcio e calciatore ungherese (Gönyű, n.1896 - † 1973)

## Altisti(1)
- Barbara Szabó, altista ungherese (Budapest, n.1990)

## Astronomi(1)
- Gyula M. Szabó, astronomo ungherese

## Attori(2)
- László Szabó, attore, regista e sceneggiatore ungherese (Budapest, n.1936)
- Sándor Szabó, attore ungherese (Budapest, n.1915 - Budapest, † 1997)

## Calciatori(9)
- Antal Szabó, calciatore ungherese (Soroksár, n.1910 - Nürtingen, † 1972)
- Bence Szabó, calciatore ungherese (Székesfehérvár, n.1998)
- Bálint Szabó, calciatore ungherese (Székesfehérvár, n.2001)
- György Szabó, ex calciatore ungherese (n.1942)
- György Szabó, calciatore ungherese (n.1921 - † 1962)
- Gábor Szabó, calciatore ungherese (n.1902 - † 1950)
- János Szabó, calciatore ungherese (Szekszárd, n.1989)
- Máté Szabó, calciatore ungherese (Budapest, n.1999)
- Ottó Szabó, ex calciatore slovacco (Příbram, n.1981)

## Canoisti(3)
- Gabriella Szabó, canoista ungherese (Budapest, n.1986)
- István Szabó, ex canoista ungherese (n.1950)
- Szilvia Szabó, canoista ungherese (Budapest, n.1978)

## Cestisti(5)
- János Szabó, cestista e allenatore di pallacanestro ungherese (Szőny, n.1917 - Budapest, † 1986)
- Miklós Szabó, ex cestista ungherese (Szeghalom, n.1988)
- Márta Szabó, ex cestista ungherese (n.1927)
- Ágnes Szabó, ex cestista ungherese (Gödöllő, n.1936)
- Ágnes Szabó, ex cestista ungherese (Budapest, n.1962)

## Chitarristi(1)
- Gabor Szabo, chitarrista ungherese (Budapest, n.1936 - Budapest, † 1982)

## Compositori(1)
- Ferenc Szabó, compositore ungherese (Budapest, n.1902 - Budapest, † 1969)

## Dirigenti sportivi(2)
- Gabriela Szabó, dirigente sportiva, politica e ex mezzofondista rumena (Bistrița, n.1975)
- József Szabó, dirigente sportivo, allenatore di calcio e ex calciatore ungherese (Dorog, n.1956)

## Ginnasti(1)
- Ecaterina Szabó, ex ginnasta romena (Zagon, n.1967)

## Insegnanti(1)
- Magda Szabó, insegnante e scrittrice ungherese (Debrecen, n.1917 - Kerepes, † 2007)

## Maratoneti(1)
- Karolina Szabó, ex maratoneta ungherese (Dunaföldvár, n.1961)

## Mezzofondisti(2)
- Miklós Szabó, mezzofondista ungherese (Budapest, n.1908 - Budapest, † 2000)
- Zsuzsa Szabó, ex mezzofondista ungherese (n.1940)

## Nuotatori(3)
- József Szabó, ex nuotatore ungherese (Budapest, n.1969)
- Szebasztián Szabó, nuotatore serbo (Francoforte sul Meno, n.1996)
- Tünde Szabó, ex nuotatrice, politica e avvocato ungherese (Nyíregyháza, n.1974)

## Pallavolisti(1)
- Dávid Szabó, pallavolista ungherese (Kazincbarcika, n.1990)

## Poeti(1)
- Lőrinc Szabó, poeta e traduttore ungherese (Miskolc, n.1900 - Budapest, † 1957)

## Registi(1)
- István Szabó, regista e sceneggiatore ungherese (Budapest, n.1938)

## Scacchisti(1)
- László Szabó, scacchista ungherese (Budapest, n.1917 - Budapest, † 1998)

## Schermidori(2)
- Bence Szabó, ex schermidore ungherese (Budapest, n.1962)
- Sándor Szabó, schermidore ungherese (Budapest, n.1941 - † 1992)

## Scrittori(2)
- Dezső Szabó, scrittore ungherese (Kolozsvár, n.1879 - Budapest, † 1945)
- Pal Szabó, scrittore ungherese (Biharugra, n.1893 - Budapest, † 1971)

## Tennisti(1)
- Éva Szabó, ex tennista ungherese (n.1945)

## Vescovi cattolici(1)
- Tamás Szabó, vescovo cattolico ungherese (Zirc, n.1956)

## Wrestler(1)
- Sándor Szabó, wrestler ungherese (Košice, Impero austro-ungarico, n.1906 - Los Angeles, California, † 1966)